# Llista d'asteroides/141001-141100
| Nom      | Designació provisional | Data de descobriment   | Lloc de descobriment | Descobridor/s   |
| -------- | ---------------------- | ---------------------- | -------------------- | --------------- |
| 141001 - | 2001 WX30              | 17 de novembre de 2001 | Socorro              | LINEAR          |
| 141002 - | 2001 WY30              | 17 de novembre de 2001 | Socorro              | LINEAR          |
| 141003 - | 2001 WL31              | 17 de novembre de 2001 | Socorro              | LINEAR          |
| 141004 - | 2001 WR31              | 17 de novembre de 2001 | Socorro              | LINEAR          |
| 141005 - | 2001 WP32              | 17 de novembre de 2001 | Socorro              | LINEAR          |
| 141006 - | 2001 WS32              | 17 de novembre de 2001 | Socorro              | LINEAR          |
| 141007 - | 2001 WD33              | 17 de novembre de 2001 | Socorro              | LINEAR          |
| 141008 - | 2001 WA34              | 17 de novembre de 2001 | Socorro              | LINEAR          |
| 141009 - | 2001 WQ34              | 17 de novembre de 2001 | Socorro              | LINEAR          |
| 141010 - | 2001 WT35              | 17 de novembre de 2001 | Socorro              | LINEAR          |
| 141011 - | 2001 WN38              | 17 de novembre de 2001 | Socorro              | LINEAR          |
| 141012 - | 2001 WD42              | 18 de novembre de 2001 | Socorro              | LINEAR          |
| 141013 - | 2001 WO43              | 18 de novembre de 2001 | Socorro              | LINEAR          |
| 141014 - | 2001 WJ44              | 18 de novembre de 2001 | Socorro              | LINEAR          |
| 141015 - | 2001 WT44              | 18 de novembre de 2001 | Socorro              | LINEAR          |
| 141016 - | 2001 WS45              | 19 de novembre de 2001 | Socorro              | LINEAR          |
| 141017 - | 2001 WY45              | 19 de novembre de 2001 | Socorro              | LINEAR          |
| 141018 - | 2001 WC47              | 20 de novembre de 2001 | Socorro              | LINEAR          |
| 141019 - | 2001 WX47              | 19 de novembre de 2001 | Anderson Mesa        | LONEOS          |
| 141020 - | 2001 WY50              | 18 de novembre de 2001 | Socorro              | LINEAR          |
| 141021 - | 2001 WQ51              | 19 de novembre de 2001 | Socorro              | LINEAR          |
| 141022 - | 2001 WS51              | 19 de novembre de 2001 | Socorro              | LINEAR          |
| 141023 - | 2001 WV51              | 19 de novembre de 2001 | Socorro              | LINEAR          |
| 141024 - | 2001 WA52              | 19 de novembre de 2001 | Socorro              | LINEAR          |
| 141025 - | 2001 WR52              | 19 de novembre de 2001 | Socorro              | LINEAR          |
| 141026 - | 2001 WH55              | 19 de novembre de 2001 | Socorro              | LINEAR          |
| 141027 - | 2001 WR55              | 19 de novembre de 2001 | Socorro              | LINEAR          |
| 141028 - | 2001 WG58              | 19 de novembre de 2001 | Socorro              | LINEAR          |
| 141029 - | 2001 WD59              | 19 de novembre de 2001 | Socorro              | LINEAR          |
| 141030 - | 2001 WN59              | 19 de novembre de 2001 | Socorro              | LINEAR          |
| 141031 - | 2001 WT60              | 19 de novembre de 2001 | Socorro              | LINEAR          |
| 141032 - | 2001 WG62              | 19 de novembre de 2001 | Socorro              | LINEAR          |
| 141033 - | 2001 WS63              | 19 de novembre de 2001 | Socorro              | LINEAR          |
| 141034 - | 2001 WJ66              | 20 de novembre de 2001 | Socorro              | LINEAR          |
| 141035 - | 2001 WS66              | 20 de novembre de 2001 | Socorro              | LINEAR          |
| 141036 - | 2001 WU67              | 20 de novembre de 2001 | Socorro              | LINEAR          |
| 141037 - | 2001 WZ70              | 20 de novembre de 2001 | Socorro              | LINEAR          |
| 141038 - | 2001 WW72              | 20 de novembre de 2001 | Socorro              | LINEAR          |
| 141039 - | 2001 WO73              | 20 de novembre de 2001 | Socorro              | LINEAR          |
| 141040 - | 2001 WM75              | 20 de novembre de 2001 | Socorro              | LINEAR          |
| 141041 - | 2001 WW75              | 20 de novembre de 2001 | Socorro              | LINEAR          |
| 141042 - | 2001 WS76              | 20 de novembre de 2001 | Socorro              | LINEAR          |
| 141043 - | 2001 WT79              | 20 de novembre de 2001 | Socorro              | LINEAR          |
| 141044 - | 2001 WL80              | 20 de novembre de 2001 | Socorro              | LINEAR          |
| 141045 - | 2001 WE83              | 20 de novembre de 2001 | Socorro              | LINEAR          |
| 141046 - | 2001 WR89              | 20 de novembre de 2001 | Socorro              | LINEAR          |
| 141047 - | 2001 WY90              | 21 de novembre de 2001 | Socorro              | LINEAR          |
| 141048 - | 2001 WR91              | 21 de novembre de 2001 | Socorro              | LINEAR          |
| 141049 - | 2001 WM97              | 18 de novembre de 2001 | Socorro              | LINEAR          |
| 141050 - | 2001 WN99              | 18 de novembre de 2001 | Socorro              | LINEAR          |
| 141051 - | 2001 WW101             | 18 de novembre de 2001 | Kitt Peak            | Spacewatch      |
| 141052 - | 2001 XR1               | 9 de desembre de 2001  | Socorro              | LINEAR          |
| 141053 - | 2001 XT1               | 9 de desembre de 2001  | Socorro              | LINEAR          |
| 141054 - | 2001 XW2               | 8 de desembre de 2001  | Socorro              | LINEAR          |
| 141055 - | 2001 XT3               | 9 de desembre de 2001  | Socorro              | LINEAR          |
| 141056 - | 2001 XV4               | 9 de desembre de 2001  | Socorro              | LINEAR          |
| 141057 - | 2001 XS5               | 7 de desembre de 2001  | Socorro              | LINEAR          |
| 141058 - | 2001 XE6               | 7 de desembre de 2001  | Socorro              | LINEAR          |
| 141059 - | 2001 XQ6               | 8 de desembre de 2001  | Socorro              | LINEAR          |
| 141060 - | 2001 XB7               | 7 de desembre de 2001  | Socorro              | LINEAR          |
| 141061 - | 2001 XN9               | 9 de desembre de 2001  | Socorro              | LINEAR          |
| 141062 - | 2001 XS10              | 10 de desembre de 2001 | Kitt Peak            | Spacewatch      |
| 141063 - | 2001 XZ11              | 9 de desembre de 2001  | Socorro              | LINEAR          |
| 141064 - | 2001 XD12              | 9 de desembre de 2001  | Socorro              | LINEAR          |
| 141065 - | 2001 XS12              | 9 de desembre de 2001  | Socorro              | LINEAR          |
| 141066 - | 2001 XF13              | 9 de desembre de 2001  | Socorro              | LINEAR          |
| 141067 - | 2001 XV13              | 9 de desembre de 2001  | Socorro              | LINEAR          |
| 141068 - | 2001 XR14              | 9 de desembre de 2001  | Socorro              | LINEAR          |
| 141069 - | 2001 XX14              | 9 de desembre de 2001  | Socorro              | Bruce Kenselaar |
| 141070 - | 2001 XN15              | 10 de desembre de 2001 | Socorro              | LINEAR          |
| 141071 - | 2001 XM17              | 9 de desembre de 2001  | Socorro              | LINEAR          |
| 141072 - | 2001 XF19              | 9 de desembre de 2001  | Socorro              | LINEAR          |
| 141073 - | 2001 XW21              | 9 de desembre de 2001  | Socorro              | LINEAR          |
| 141074 - | 2001 XA22              | 9 de desembre de 2001  | Socorro              | LINEAR          |
| 141075 - | 2001 XT22              | 9 de desembre de 2001  | Socorro              | LINEAR          |
| 141076 - | 2001 XE25              | 10 de desembre de 2001 | Socorro              | LINEAR          |
| 141077 - | 2001 XB27              | 10 de desembre de 2001 | Socorro              | LINEAR          |
| 141078 - | 2001 XQ30              | 11 de desembre de 2001 | Socorro              | LINEAR          |
| 141079 - | 2001 XS30              | 11 de desembre de 2001 | Socorro              | LINEAR          |
| 141080 - | 2001 XV33              | 7 de desembre de 2001  | Socorro              | LINEAR          |
| 141081 - | 2001 XF34              | 9 de desembre de 2001  | Socorro              | LINEAR          |
| 141082 - | 2001 XT34              | 9 de desembre de 2001  | Socorro              | LINEAR          |
| 141083 - | 2001 XE35              | 13 de desembre de 2001 | Palomar              | NEAT            |
| 141084 - | 2001 XJ35              | 9 de desembre de 2001  | Socorro              | LINEAR          |
| 141085 - | 2001 XQ35              | 9 de desembre de 2001  | Socorro              | LINEAR          |
| 141086 - | 2001 XQ36              | 9 de desembre de 2001  | Socorro              | LINEAR          |
| 141087 - | 2001 XK37              | 9 de desembre de 2001  | Socorro              | LINEAR          |
| 141088 - | 2001 XR39              | 9 de desembre de 2001  | Socorro              | LINEAR          |
| 141089 - | 2001 XA40              | 9 de desembre de 2001  | Socorro              | LINEAR          |
| 141090 - | 2001 XJ42              | 9 de desembre de 2001  | Socorro              | LINEAR          |
| 141091 - | 2001 XZ42              | 9 de desembre de 2001  | Socorro              | LINEAR          |
| 141092 - | 2001 XJ43              | 9 de desembre de 2001  | Socorro              | LINEAR          |
| 141093 - | 2001 XS44              | 9 de desembre de 2001  | Socorro              | LINEAR          |
| 141094 - | 2001 XL45              | 9 de desembre de 2001  | Socorro              | LINEAR          |
| 141095 - | 2001 XW46              | 9 de desembre de 2001  | Socorro              | LINEAR          |
| 141096 - | 2001 XB48              | 9 de desembre de 2001  | Socorro              | LINEAR          |
| 141097 - | 2001 XN50              | 10 de desembre de 2001 | Socorro              | LINEAR          |
| 141098 - | 2001 XO52              | 10 de desembre de 2001 | Socorro              | LINEAR          |
| 141099 - | 2001 XJ53              | 10 de desembre de 2001 | Socorro              | LINEAR          |
| 141100 - | 2001 XV53              | 10 de desembre de 2001 | Socorro              | LINEAR          |